# Scaphiodontophis
Scaphiodontophis is een geslacht van slangen uit de familie toornslangachtigen (Colubridae) en de onderfamilie Sibynophiinae.

## Naam en indeling
De wetenschappelijke naam van de groep werd voor het eerst voorgesteld door Edward Harrison Taylor en Hobart Muir Smith in 1843.

### Soorten
Het geslacht omvat de volgende soorten, met de auteur en het verspreidingsgebied.
| Naam                           | Auteur                          | Verspreidingsgebied                                                   |
| ------------------------------ | ------------------------------- | --------------------------------------------------------------------- |
| Scaphiodontophis annulatus     | Duméril, Bibron & Duméril, 1854 | Mexico, Belize, Guatemala, Honduras, El Salvador, Nicaragua, Colombia |
| Scaphiodontophis venustissimus | Günther, 1893                   | Nicaragua, Honduras, Costa Rica, Panama, Colombia                     |

## Uiterlijke kenmerken
Slangen van dit geslacht zijn in staat om delen van hun staart af te werpen, maar ze kunnen deze niet regenereren, in tegenstelling tot een aantal groepen van hagedissen die een verregaande vorm van autotomie kennen.

## Verspreiding en habitat
Er zijn twee soorten die voorkomen in delen van Midden-Amerika en leven in de landen Mexico, Belize, Guatemala, Honduras, El Salvador, Nicaragua, Colombia, Costa Rica en Panama.
De habitat bestaat uit vochtige tropische en subtropische bossen, zowel in laaglanden als bergstreken. Ook in door de mens aangepaste streken zoals plantages kunnen de slangen worden aangetroffen.

## Beschermingsstatus
Door de internationale natuurbeschermingsorganisatie IUCN is aan beide soorten een beschermingsstatus toegewezen. De slangen worden beschouwd als 'veilig' (Least Concern of LC).